# Kim Weston
Kim Weston (Detroit, 20 de dezembro de 1939) é uma cantora norte-americana de soul. Alçou à fama na década de 1960 com o singles "Love Me All the Way" e "Take Me in Your Arms (Rock Me a Little While)", e também por seu dueto com Marvin Gaye em "It Takes Two".